# Michael Chinery
Pour les articles homonymes, voir Chinery.
Michael Chinery est un naturaliste britannique, né à Londres en 1938.
Il fait ses études à Cambridge où il obtient ses diplômes en sciences naturelles et en anthropologie.

## Publications
(Liste partielle)

### En français
- Insectes d'Europe en couleurs, Multiguide Nature, Bordas, 1987,  (ISBN 2-0401-2575-2). (Première édition en anglais, 1973 ; en français, 1976).
- Insectes de France et d'Europe occidentale, mai 2005, Flammarion,  (ISBN 2-0820-1375-8). (Première édition en anglais, 1986 ; en français, 1988, Arthaud,  (ISBN 2-7003-0636-8)).
- Insectes de France et d'Europe occidentale, éd. revue et augmentée (pagination conservée, 320 p.), août 2012, Flammarion,  (ISBN 978-2-0812-8823-2)
- Les papillons d'Europe, M. Chinery et M. Cuisin, Delachaux et Niestlé
- Le livre de la Nature, M. Chinery France loisirs avec autorisation des Éditions Solar, 1984
- Découvrir la nature en famille, M. Chinery PML, 1992,  (ISBN 2-87628-525-8)

### En anglais
En plus de nombreuses contributions à diverses encyclopédies et autres publications scientifiques, il est l'auteur d’Animals in the zoo, Animal communities et Purnell's concise Encyclopedia of Nature.
- Insects of Britain and Northern Europe, 3e édition, Collins field guide  (ISBN 0-00-219918-1)
- Insects of Britain and Western Europe, Collins Guide, 1986 (réimprimé en 1991).
- Butterflies of Britain and Europe, Collins Wildlife Trust Guides  (ISBN 978-0002200592)
- Forests, Kingfisher, London, 1992  (ISBN 0862729157)
- The Family Naturalist, MacDonald and Jane's, 1977  (ISBN 9780354041553)